# 中東科技大學
中東科技大學（土耳其語：Orta Doğu Teknik Üniversitesi，缩写为ODTÜ）是一所公立理工大學，位於土耳其安卡拉。大學的重點科目為工程學與自然科學。於5个院系提供40个本科课程，97個碩士與62個博士學位課程於5個研究生院。中东科技大学的主校区面积約有11100英亩（4500公顷），其中除了学术和辅助设施之外，森林面积約有7500亩（3000公顷）。中东科技大学在全球拥有超过95000名校友。他們的教學語言為英語。

## 歷史

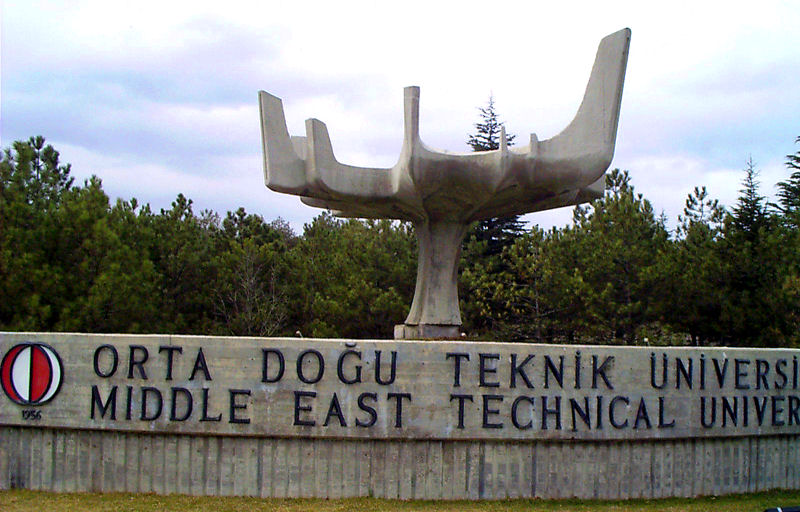
中东科技大學入口的科學之樹

1956年11月15日，中東科技大學以中東技術研究所的名義成立。通過訓練一批在自然科學和社會科學的熟練勞動力，來對土耳其和中東，巴爾幹，高加索地區的周邊國家的發展作出貢獻。於土耳其全國高考成績最高的1000名考生之中，超過三分之一選擇报名参加中東科技大學。中東科技大學长期擁有土耳其科學技術研究理事會的國家科研經費中的最中份額。這是土耳其在歐盟科研架構計畫中參與項目領先的大學。超過40%的本科生校友選擇繼續修讀研究生。